# Klara Jazbec
Klara Jazbec (Tržič, 4 januari 1998) is een Sloveens zangeres. Ze nam deel aan EMA in 2020 en 2022, de Sloveense preselectie voor het Eurovisiesongfestival.

## Biografie
Jazbec begon op elfjarige leeftijd met zingen. Ze nam zanglessen bij Marjetja Vovk. Ook werd ze onderdeel van een Popsing-koor bestaande uit studenten van Vovks gelijknamige zangschool. Hiermee nam ze het nummer "Ask Your Heart Tonight" in 2012 op, wat Jazbecs eerste ervaring was met het maken van muziek in een studio. Ook maakte het koor een speciale versie van "Here For You" van Maraaya, de Sloveense inzending voor het Eurovisiesongfestival 2015. In mei 2012 won Jazbec een talentenjacht tijdens de jeugdweek van Kranj. Een jaar later eindigde ze op de derde plaats tijdens het kinderfestival Bled Golden Microphone. In het najaar van 2013 nam ze eveneens deel aan "Je bella cesta", een Sloveens programma waarin onbekend tekstschrijvers en zangers ieder aflevering en liedje schrijven en het tegen elkaar opnemen. Jazbec werd in de halve finale van het programma uitgeschakeld.
Jazbec werd bekend bij het grote publiek na haar deelname aan "Slovenija ima talent", de Sloveense versie van Holland's Got Talent, in 2016. Haar zangcoach Marjetja Vovk was een van de juryleden. In de halve finale zong Jazbec haar eigen nummer "Milijon in ena" die op 4 december 2016 werd uitgebracht op YouTube.  Ondanks dat ze zich niet wist te plaatsen voor de finale, werd het nummer wel een succes. Volgens Zavod IPF was het nummer het zevende meest gedraaide nummer op de Sloveense radio en in de Sloveense hitlijst SloTop50 haalde het nummer de derde plaats. In vier jaar tijd werd de videoclip van "Milijon in ena" 2,75 miljoen keer bekeken. In 2017 was Jazbec te horen op het nummer "White Xmas" van Maraaya.
In 2018 maakte Jazbec onderdeel uit van de groep SIT dat bestond uit oud-deelnemers van "Slovenija ima talent". De groep bracht het nummer "Hot" uit en reisde naar New York. Aldaar namen ze haar debuutalbum op en werkten ze samen met producer Pablo San Martin en een schrijversteam van Raay Music. Vier liedjes werden gecomponeerd, waaronder eentje die werd genomineerd voor de Sloveense muziekprijs Emo.
Jazbec bracht in samenwerking met Pop TV haar tweede single "Vse se lakno zogdi" uit. Deze single werd gebruikt in een campagne voor vernieuwing van geluid en grafische vormgeving.
Op 14 februari 2020 bracht Jazbec de videoclip uit van "Milijon in ena", de Sloveense versie van "Moment Stolen" uit. Een week later trad ze met het nummer Stop the World aan tijdens EMA 2020, de Sloveense preselectie voor het Eurovisiesongfestival 2020. Ze eindigde op de zevende plaats In november 2020 bracht Jazbec ook de single "Najveĉ" uit. Deze werd gebruikt in een campagne van Telemach.
Jazbec nam twee jaar later nogmaals deel aan EMA 2022 met het nummer "Vse kar imam". Ze wist tijdens deze editie niet voorbij de halve finale te geraken.